# Unquillo
Unquillo es una ciudad del Gran Córdoba, en el departamento Colón, provincia de Córdoba, Argentina.
Se encuentra ubicada en los faldeos orientales de las Sierras Chicas.
Cuenta con 25 276 habitantes (Indec, 2022) y se encuentra situada a unos 28 km de la ciudad de Córdoba.

## Toponimia
El origen de esta palabra no ha podido ser determinado con claridad. Se lo atribuyó a la composición de un término híbrido formado con el vocablo quechua unco (sanguijuela) e illa (diminutivo español) que formaría la expresión «sanguijuela pequeña». Si al primer vocablo se lo combina con quillo (río o arroyo) se referiría a la expresión «sanguijuela de arroyo».
Otro posible significado de Unquillo deriva del término de origen prehispánico untillo con el que se designaba a la paja de las ciénagas, que por un andalucismo, se transformaría en junquillo. Esta hipótesis se funda en el relato sobre una de las estancias que tenía gran cantidad de junquillos donde se llevaban a cabo carreras cuadreras. Los gauchos que participaban solían decir - «Vamos a las carreras de el unquillo» (suprimiendo la j de acuerdo al modo de hablar característico de la zona).

## Geografía

### Clima
La ciudad de Unquillo se ubica sobre los faldeos orientales de las Sierras Chicas de Córdoba, ocupando también la zona pedemontana. Sus características ambientales corresponden a las características físicas del entorno serrano que crea múltiples micro ambientes de diferentes factores climáticos.
Se caracteriza por primaveras muy secas con balance hídrico negativo. Las precipitaciones, concentradas en el periodo estival, alcanzan un promedio anual de hasta 800 mm. Durante la época invernal se registran excepcionalmente nieve y granizo.

### Hidrología
La ciudad se desarrolla a la vera de arroyos que se nutren de numerosas vertientes serranas.
En la zona céntrica los arroyos Cabana y Las Ensenadas confluyen originando el arroyo Unquillo, que atraviesa la ciudad para encontrarse en cercanías de este museo con el arroyo Río Ceballos y dar inicio al Río Saldán, tributario del Suquía.

### Vegetación
En la zona pedemontana hay especímenes característicos del Espinal y el Bosque Serrano. En la llanura aparecen ejemplares centenarios de algarrobo, tala, espinillo, tusca y quebracho blanco. A medida que se ingresa en las sierras, toma protagonismo el Bosque Serrano, con molles y cocos que dominan los faldeos, acompañados de espinillos, garabatos blancos y manzanos del campo entre otros. A la vera de los cursos de agua hay sauces criollos. Mientras se sube en altitud, el bosque pierde densidad hasta convertirse en pastizal de gramíneas donde los géneros stipa y festuca son dominantes.
La fisonomía se completa con una gran riqueza de herbáceas nativas de interesante floración que se desarrollan en el sotobosque en primavera y verano.
En la época de auge de los hornos de cal se originó una importante deforestación para alimentar la producción. Esto llevó a un retroceso del bosque nativo, y nuevas especies exóticas se tornaron silvestres ocupando los lugares vacantes. Por este motivo hay bosques mono específicos de olmo, siempre verde, acacia negra, paraíso y mora, que hoy son parte del paisaje natural de Unquillo.
En la zona del casco histórico se observan ejemplares de Cedros, Cipreses, Palmeras y otras especies ornamentales que junto a las casonas son testigos de un rico pasado.

### Fauna
La variada fisionomía de la región dio lugar al desarrollo de una interesante diversidad de especies. Esta se ve continuamente amenazada por el crecimiento urbano y otros cambios en el uso de suelo.
Entre los herbívoros mayores de la zona hay corzuelas y vizcachas, junto a grandes herbívoros domésticos introducidos por el hombre que tienen influencia directa sobre la oferta forrajera y la modificación del hábitat. El grupo de los herbívoros se completa con pequeños roedores que sirven de sustento a predadores como pumas, gato montes y zorro gris entre los de mayor tamaño. También se encuentran poblaciones de ofidios y batracios como iguanas, falsa yarará, yarará, corales y sapitos panza roja.
La zona presenta más de 60 especies de aves, entre las que se destacan jotes, águilas mora, caranchos, chimangos, halcones, además de benteveos, zorzales, colibríes, carpinteros, pepiteros de collar, brasitas de fuego y lechucitas.

### Sismicidad
La sismicidad de la región de Córdoba es frecuente y de intensidad baja, y un silencio sísmico de terremotos medios a graves cada 30 años en áreas aleatorias. Sus últimas expresiones se produjeron:
- 22 de septiembre de 1908 (116 años), a las 17.00 UTC-3, con 6,5 Richter, escala de Mercalli VII; ubicación 30°30′0″S 64°30′0″O / -30.50000, -64.50000; profundidad: 100 km; produjo daños en Deán Funes, Cruz del Eje y Soto, provincia de Córdoba, y en el sur de las provincias de Santiago del Estero, La Rioja y Catamarca[2]

- 16 de enero de 1947 (78 años), a las 2.37 UTC-3, con una magnitud aproximadamente de 5,5 en la escala de Richter (terremoto de Córdoba de 1947)[1]

- 28 de marzo de 1955 (70 años), a las 6.20 UTC-3 con 6,9 Richter: además de la gravedad física del fenómeno se unió el desconocimiento absoluto de la población a estos eventos recurrentes (terremoto de Villa Giardino de 1955)

- 7 de septiembre de 2004 (20 años), a las 8.53 UTC-3 con 4,1 Richter

- 25 de diciembre de 2009 (15 años), a las 21.42 UTC-3 con 4,0 Richter

## Historia y paisajes

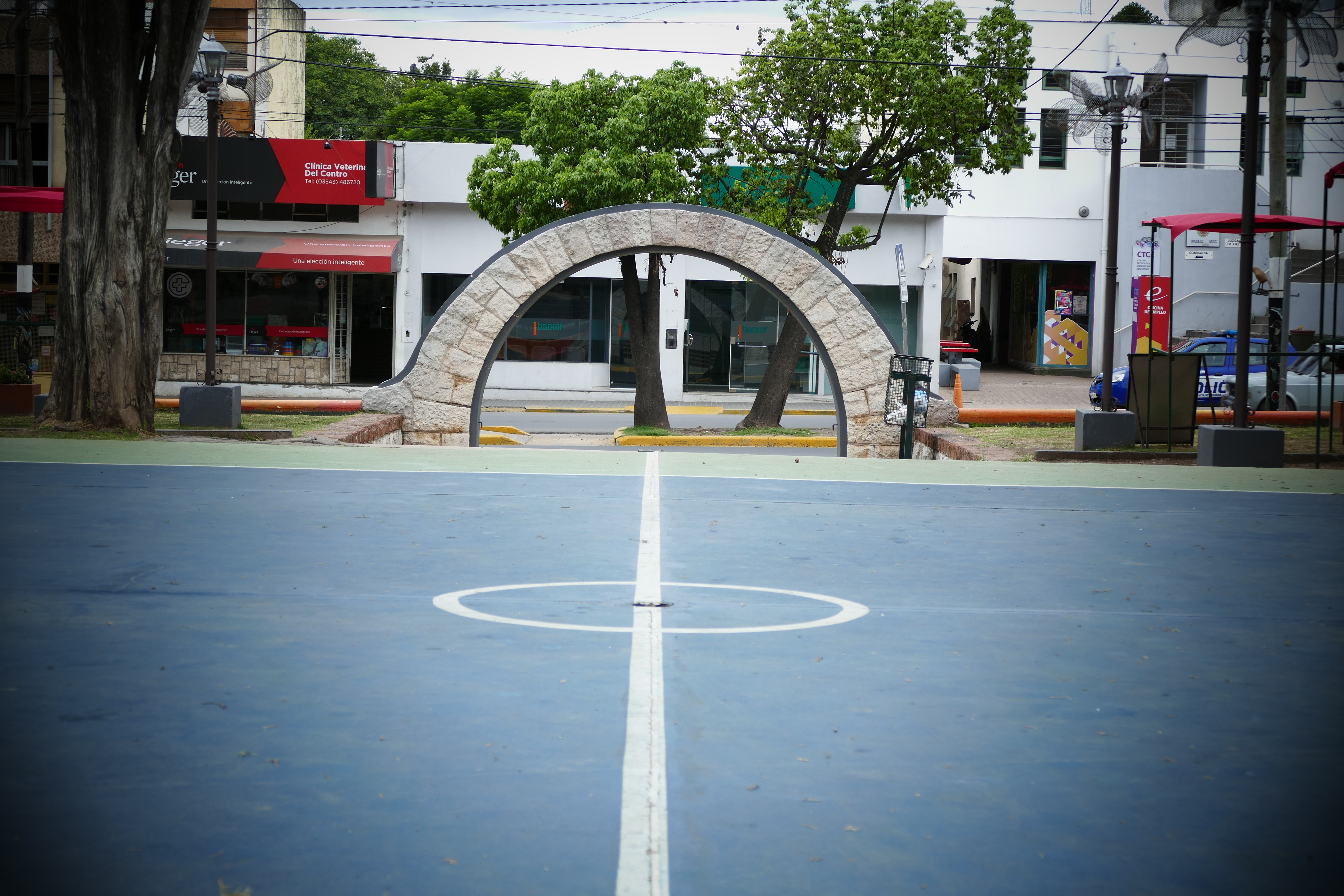
Playón deportivo en la explanada de la sede del Municipio.

Originariamente Unquillo fue un lugar destinado a casas de veraneo de familias de la ciudad de Córdoba. Existen todavía, las grandes casonas que albergaron a las familias Moyano Centeno, Aragón, etc.
Es un valle serrano atravesado por numerosos arroyos y vertientes que alimentan una vegetación exuberante, entre sierras que ofrecen miradores naturales desde los que se pueden disfrutar vistas panorámicas.
Su relieve es de montaña tipo sierra, con pendientes leves, componentes geográficos que permiten actividades tales como excursionismo, ciclismo de montaña, cabalgatas, escaladas a rapel, parapente y caminatas serranas.
Los arroyos Los Quebrachitos, Cabana, Las Ensenadas, Unquillo, Río Ceballos y Saldán ofrecen interesantes cauces de agua que recorren la ciudad otorgando pintorescos paisajes y cuyas orillas brindan lugares de recreación y descanso.

## Demografía
Cuenta con 25 276 habitantes (Indec, 2022), lo que representa un incremento del 27% frente a los 18 483 habitantes (Indec, 2010) del censo anterior.
| Gráfica de evolución demográfica de Unquillo entre 1980 y 2022 |
|                                                                |
| Fuente: Censos nacionales del INDEC                            |

## Lugareños ilustres

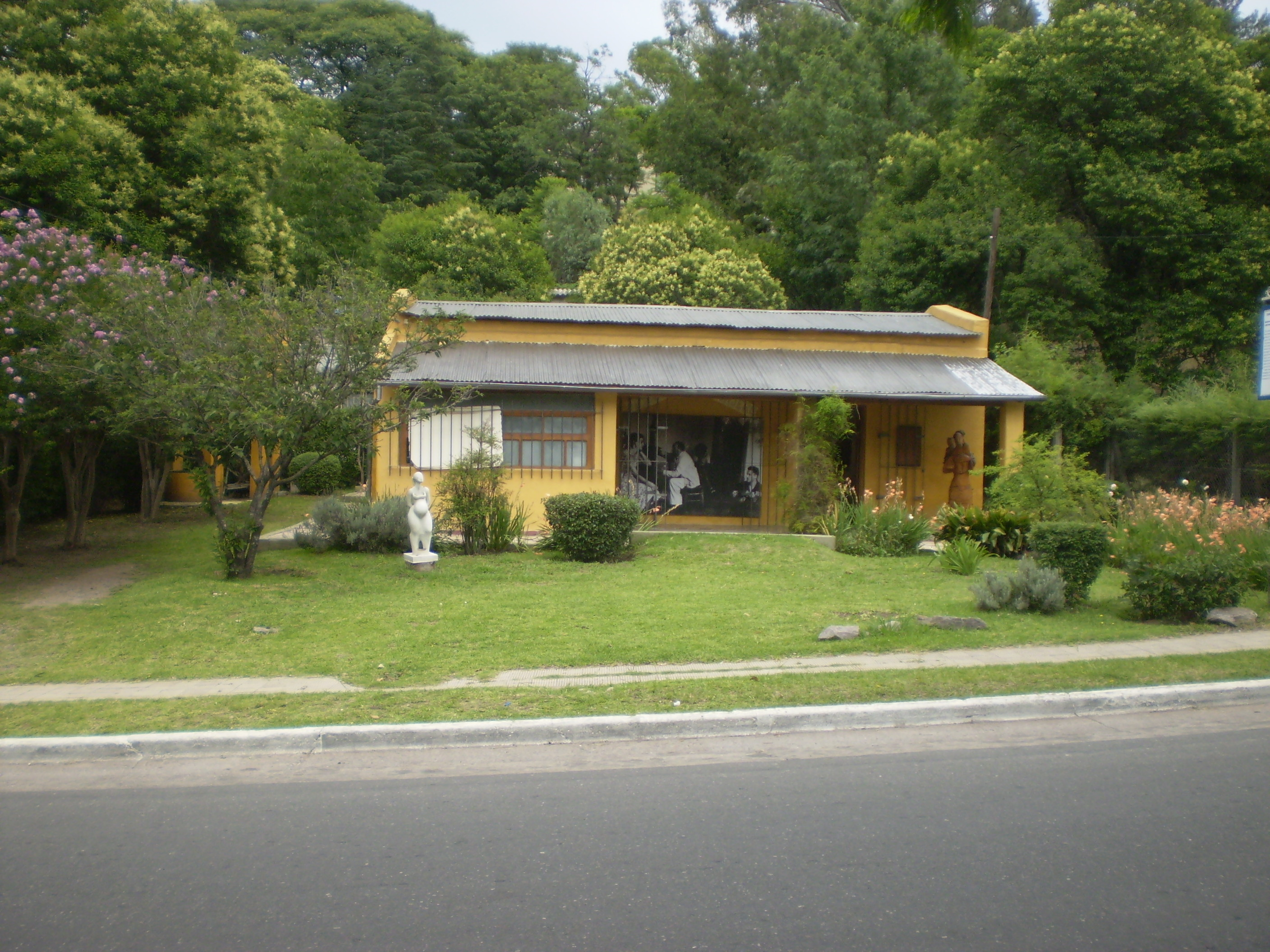
Casa Museo Spilimbergo.

Artistas, intelectuales y deportistas:
Lino Enea Spilimbergo (1896- 1964)
Estudió en la Academia Nacional de Bellas Artes. A partir de 1920 sus trabajos merecen la ponderación de la crítica especializada, logrando distinciones y premios. Luego de vivir en Francia, en 1952 conoce Unquillo y aquí se queda hasta el final de sus días, acuñando la frase «Después de París, Unquillo». Cosecha buenas amistades, muchísimas anécdotas, y se dedica casi exclusivamente a pintar retratos de vecinos, a quienes dota de una mirada profunda de grandes ojos.
En 1970 su vivienda se convierte en Museo; a partir de 2004, luego de su restauración, se la denomina Casa Museo Municipal Lino E.  Spilimbergo.
Guido Buffo (1885 – 1960)
Nació en Treviso (Italia) y se destacó en disciplinas tan diversas como la pintura, escultura música, astronomía o sismología. Fue científico, educador, filósofo y escritor.
Estudió pintura en Italia y Francia, y a los 25 años llegó a Argentina. Se casó con Leonor Allende, la primera periodista cordobesa, con quien tuvo una hija, Eleonora Vendramina. Levantaron su hogar en Los Quebrachitos, zona enclavada en las sierras de Unquillo; luego de la trágica muerte de sus dos amores, construyó en ese paraje una cripta familiar decorada con murales pintados al fresco en honor a su esposa e hija. Este templo, síntesis de todos sus estudios, quedó inconcluso tras su muerte en 1960. Desde 2006 funciona allí la Casa Museo Guido Buffo de gestión municipal.
Eugenio Rivolta (1907 – 1985)
Estudió pintura y dibujo en Buenos Aires. En 1927 se instaló en Unquillo, donde habitaría hasta su muerte. Caminaba el pueblo buscando «sacarle una mancha» a los paisajes, que luego trasladaría al lienzo. Tuvo seis hijos: Verónica, Inri, Bernardita, María del Carmen, David y Marta; estos últimos siguieron sus pasos en el mundo artístico.
En 2011 la casa familiar se convirtió en la Casa Museo y Centro Cultural Municipal Rivolta.
Vicente Barbieri (1903-1956)
Escritor, poeta, periodista y autor teatral. Obtuvo entre otras distinciones el Premio Sarmiento y el tercer premio Nacional de Poesía. Vivió en la casona ubicada en la esquina de Corrientes y la calle que lleva su nombre (Poeta Barbieri, al lado de la actual Terminal de Ómnibus).
Ulises Petit de Murat (1907 – 1983)
Poeta, periodista, autor teatral y escritor. Perteneció al movimiento vanguardista Martín Fierro.
Saúl Taborda (1885 – 1945)
Fue uno de los más importantes críticos de la obra de Domingo Sarmiento y mentor de la Reforma Universitaria de 1918. Sostenía que los principios pedagógicos no debían provenir de las doctrinas provenientes de Europa y afirmaba que todos los espacios sociales son educativos y se mueven entre dos polos: la tradición y la revolución. «Pretender, como Sarmiento, una "revolución" que no tenga en cuenta la tradición educativa, lleva a copiar modelos extranjeros que cargan con un "ideal de ciudadano" ajeno a nuestra idiosincrasia», aseguraba.
Taborda llegó a Unquillo en 1926;  sobre la base de unos planos ganadores del concurso de arquitectura en Marruecos, construyó junto al arroyo una morada simétrica, cargada de simbología, hecha de cuadros dentro de cuadros conocida entonces como «El castillito».
La docente Elena Fígaro implementó sus principios en la escuela Juan Bautista Alberdi de barrio Cabana.
Dr. Daniel Antokoletz. Tratadista de Derecho Internacional Público, dedicó su existencia al enriquecimiento de esta disciplina en la Universidad y a la defensa y consolidación de la soberanía territorial Argentina.
Gerardo López (1934 – 2004)
Nació en la ciudad de Salta. Luego de terminar sus estudios secundarios estudia Derecho en Córdoba, pero subyació a la pasión por el canto. En noviembre de 1958 nacen Los Fronterizos, conjunto cuya voz y signo distintivo estarían en la atractiva personalidad del «Negro» López.
En 1960 Gerardo conoce Unquillo y los convierte en su lugar en el mundo.
Quirino Cristiani
Nació en 1896 en Santa Giuletta (Italia) y en el 1900 llega a Buenos Aires con sus padres. De adolescente descubrió su pasión por el dibujo; en 1916 el noticiero cinematográfico «Actualidades Valle» presenta los primeros metros de dibujos animados producidos en la Argentina (y el mundo) intitulados «La intervención a la Provincia de Buenos Aires», con la técnica de figurines articulados. Su película emblemática fue «El Apóstol», el primer largometraje animado del mundo. Pasaba todos los veranos «Cineville», su casa de Quebrada Honda.
Edmundo Guibourg
Crítico teatral, periodista, guionista y director de cine, corresponsal de los diarios Clarín y Crítica. Vivió en Cabana, en una casa a la que bautizó «El pucho» (su seudónimo), frecuentada por Tita Merello, Luis Sandrini, Malvina Pastorino, Luisa Vehil y Raúl de la Torre y otros artistas.
En los años ‘30 filmó «Bodas de sangre» en coproducción con España, en locaciones como Cabana y el Castillo Monserrat. Pedro Imbarrata y Luisa Scurti (vecinos de Unquillo) participaron en la película junto a Pedro López Lagar y Camila Quiroga.
Edmundo Cartos
Músico, realizó un importante trabajo de recopilación de música folklórica argentina.
David Pablo Nalbandian (Unquillo, Córdoba, 1 de enero de 1982) es un tenista profesional argentino.
Alcanzó el puesto N.º 3 del ranking ATP en marzo de 2006, gracias a haber conquistado el Torneo de Maestros de 2005 ante Roger Federer en noviembre de ese año. Ha llegado a las semifinales de todos los Grand Slam del circuito, además de ser el único finalista argentino en Wimbledon, en la edición de 2002, perdiendo el partido ante el australiano Lleyton Hewitt. Además ganó el Masters de París 2007 y el Masters de Madrid 2007 derrotando al N.º 1 del mundo Roger Federer y al N.º 2 Rafael Nadal en ambas competiciones. Ha terminado entre los Top 10 del ranking durante 5 temporadas consecutivas, desde 2003 a 2007, lo que sumado a otros muchos logros lo convierten en uno de los tenistas argentinos más importantes de la historia junto con Guillermo Vilas, José Luis Clerc, Juan Martín del Potro y Gastón Gaudio. El 1 de octubre de 2013 anunció su retiro de la actividad profesional.

## Lugares de interés

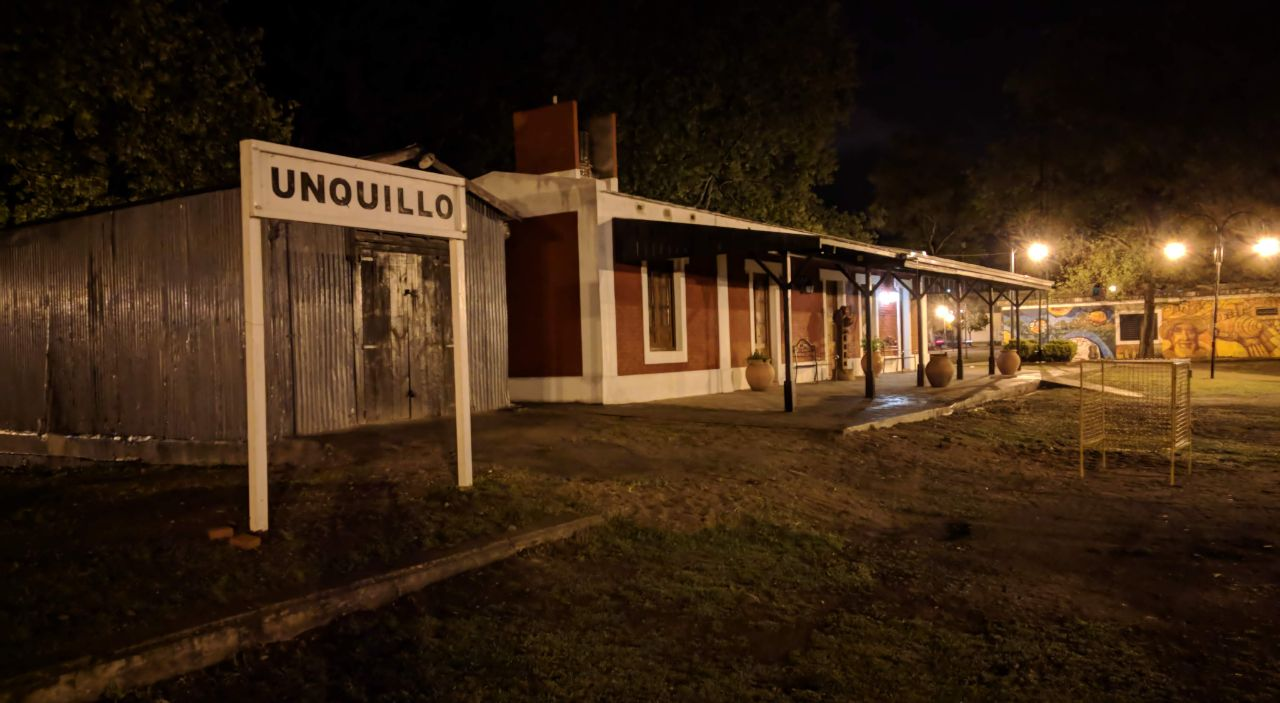
Museo de la ciudad de Unquillo

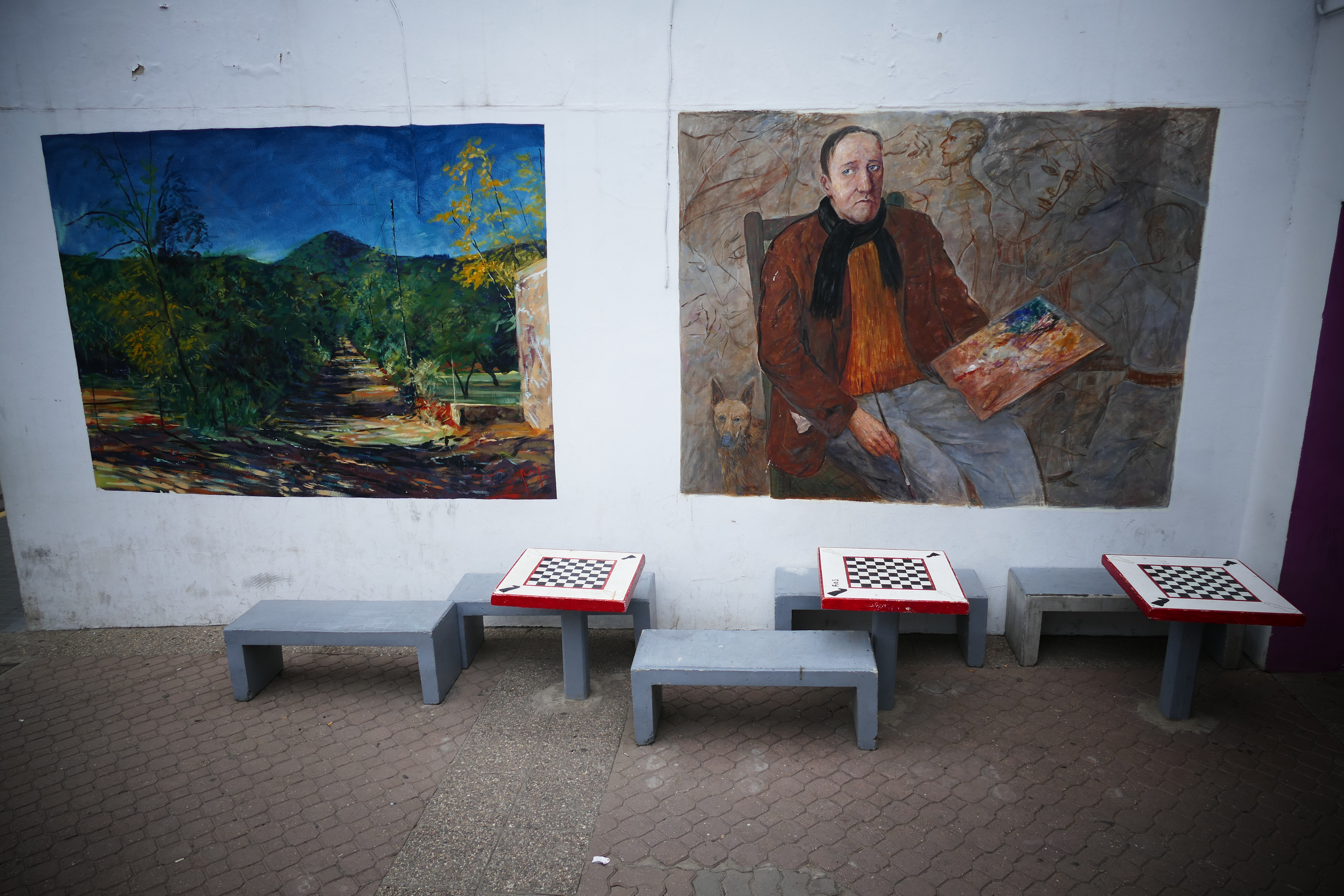
Mesas de ajedrez y pinturas murales en Unquillo

Terminal de ómnibus «Intendente Julio Ray»: inaugurada en 1977. Emplazada en una ubicación privilegiada, desde donde se aprecia el cerro Pan de Azúcar y una bellísima postal del atardecer. Av. San Martín 1800; Oficina de Turismo, Tel.: 03543 15532545
Doble Avenida: este tramo de la Av. San Martín se transformó en bulevar en 1946. Es sede de los corsos desde 1938. Pueden apreciarse esculturas en ambas veredas, en el parque del edificio municipal y al llegar al arroyo continuando hacia el paseo «Gerardo López».
Edificio Municipal (ex- Hotel Sierras) Gestión del intendente Jorge Fabrissin, el conjunto edilicio guarda el esplendor de su época dorada. En sus jardines se construyó un parque con juegos, glorieta, escenario y playón deportivo, donde se realizan numerosos eventos, incluido el simposio de escultura desde 2005.
Casa Museo Lino Enea Spilimbergo: casa del renombrado artista plástico desde 1952 hasta 1964. Actualmente es un espacio de exposición de muestras mensuales de destacados artistas locales y del país. Lino Spilimbergo s/n, Tel.: 489033
Casa Museo y Capilla Buffo: residencia de la familia Buffo Allende, conserva obras y objetos de la familia. La capilla y cripta familiar es síntesis de los conocimientos del autor, sus frescos inconclusos expresan un elogio a Dios, la familia y el intelecto. Cno. los Quebrachitos s/n.
Casa Museo y Centro Cultural Rivolta: hogar y atelier de la familia Rivolta, donado en 2010 para convertirse en centro cultural.  El espacio es utilizado para difundir y promover a los artistas unquillenses de diferentes disciplinas, y se dictan talleres y cursos, continuando la tradición de la familia. Av. San Martín 3119.
Museo de la Ciudad: espacio de memoria e identidad de la ciudad emplazado en el edificio de la antigua estación de trenes. Lugar de recuerdos y homenajes, puerta abierta para los nuevos habitantes y un buen punto de partida para quienes nos visitan. Exestación de trenes, Av. San Martín 536.
Casa de la Cultura: casona construida en 1908, sede de la Dirección de Cultura y Educación del municipio. En este espacio se dictan cursos y talleres, y se coordinan las actividades de los demás centros culturales. Av. San Martín 1712, Tel.: 487307
Cine Teatro Municipal Rivadavia: fundado en 1928 y reinaugurado en 2009 como «Espacio INCAA km 725, Unquillo». Proyección de películas, sede de festivales y muestras de cine, teatro, música y danza. Av. San Martín 1505.
Casona Municipal Villa Adelina: sede de la Escuela de arte para jóvenes y diversos eventos culturales. Polideportivo municipal, Echeverría 150.
Casa de Encuentro de los Pueblos Originarios: ubicada en un antiguo casco de estancia, a metros del centro. Cuenta con biblioteca temática, imágenes y piezas arqueológicas de diferentes pueblos originarios. Yapeyú 70, Bº Residencial, Tel.: 156117851
Reserva Natural Los Quebrachitos: cuenta con alrededor de 5000 h. protegidas, que incluyen las nacientes de los arroyos Cabana y Las Ensenadas, tributarios ambos del Arroyo Unquillo y afluentes del río Saldán. Se realizan caminatas guiadas visitando la Casa Museo y capilla Buffo, el Sendero Poético, el cruce a Los Hornillos y la cascada Los Chorrillos.
Polideportivo Gral. San Martín: predio de más de 5 ha con espacios de recreación, canchas deportivas, pista de skate, pileta olímpica, camping, asadores y proveeduría. Sede del Grupo Scout número 901 «Tinku Huairaspa». Echeverría 150.
Minera Unquillo: Fundada en 1953, ocupó el primer lugar en producción con 70 toneladas diarias de balasto y cal. Junto con la laguna de la Cantera del Agua y la Minera Villa Allende, constituyen un testimonio de la época de esplendor de la actividad minera en la zona.
Parroquia Ntra. Sra. de Lourdes: diseñada por el reconocido ingeniero y artista Augusto Ferrari, se inauguró en 1930, con su cúpula inconclusa. Posee detalles góticos que representan la particular estética que el constructor imprimía en sus obras.
Gruta Ntra. Sra. de Lourdes: construida en 1953 sobre el cerro San Miguel en honor a la patrona de la ciudad. Brinda una magnífica vista panorámica. Se puede acceder a pie o en automóvil por un camino de sierra que comienza en Av. San Martín al 3800.
Capilla de la Casa del Niño: construida en 1986 con un diseño pensado para niños. Está llena de detalles que trasmiten la visión y el sentir de la obra solidaria que el Padre Héctor Aguilera iniciara en 1970. Tel.: 488038
Villa Don Bosco: albergue y casa de ejercicios espirituales ubicado junto al arroyo Cabana, a los pies del cerro El Mogote. Propiedad de los padres Salesianos desde 1945.  Cno. a Los Quebrachitos s/n. Tel.: 489628

## Turismo
La belleza de este antiguo centro de veraneo se debe a su ubicación entre lomas y hondonadas y al característico trazado irregular de sus calles. Los balnearios Cabana y Los Quebrachitos son muy concurridos.
También se destaca la capilla Guido Buffo y un recorrido al que le llaman la acequia, el cual es un camino que bordea el arroyo. Realmente es una actividad para realizar por su belleza.